# Charles A. Rawson
Charles Augustus Rawson, född 29 maj 1867 i Des Moines, Iowa, död 2 september 1936 i Des Moines, Iowa, var en amerikansk republikansk politiker och affärsman. Han representerade delstaten Iowa i USA:s senat från 24 februari till 1 december 1922.
Rawson studerade vid Grinnell College. Han var verksam inom bank- och försäkringsbranscherna. Han gifte sig 1 februari 1900 med Carrie Hubbard. Han var aktiv inom KFUM-rörelsen och var verksam inom krigshjälpen genom KFUM, både i Iowa och utomlands, under första världskriget.
Senator William Squire Kenyon avgick 1922 efter att ha blivit utnämnd till en federal domstol. Rawson blev utnämnd till senaten fram till fyllnadsvalet senare samma år. Han kandiderade inte i fyllnadsvalet och efterträddes som senator av Smith W. Brookhart.
Rawson var medlem av Republican National Committee 1924-1932. Han var dessutom verksam inom tillverkningen av produkter av lera.
Rawsons grav finns på Woodland Cemetery i Des Moines.